# Croptilon
 Croptilon  Raf., 1837 è un genere di piante angiosperme dicotiledoni della famiglia delle Asteraceae, sottofamiglia Asteroideae, tribù Astereae (North American lineage) e sottotribù Chrysopsidinae.

## Etimologia
Il nome del genere deriva dal greco "kropion" (= falce) e "ptilon" (= ala o piuma). Il nome forse fa riferimento all'aspetto percepito come ali o piume di alcune foglie ricurve e dentate di queste piante.
Il nome scientifico del genere è stato definito dal botanico Constantine Samuel Rafinesque (1783-1840) nella pubblicazione " Flora Telluriana" ( Fl. Tellur. 2: 47) del 1837.

## Descrizione
Portamento. Le specie di questo genere sono erbacee non molto alte con radici rizomatose. Alcune specie sono ispido-irsute , mentre altre possono essere ghiandolose. I cicli biologici sono annuali o brevemente perenni.
Fusto. La parte aerea in genere è eretta (scaposa) o decombente, semplice o ramosa. Le superfici sono scarsamente ispido-irte o stipitato-ghiandolari o anche prive di ghiandole. Le radici sono fittoni annuali o brevemente perenni. Altezza media: 20 - 150 cm.
Foglie. Le foglie, sessili, si dividono in basali e caulinari. La disposizione delle foglie lungo il caule è alterna. Le lamine sono intere, trinervate, con forme da lineari a strettamente oblanceolate o lanceolate; spesso sono falcate. I bordi sono interi o eventualmente dentati (seghettati). La superficie è glabra o ispida o ghiandolosa. Le foglie presentano delle minute ma evidenti lacune (cavità aerifere) sulla faccia abassiale.
Infiorescenza.  Le sinflorescenze sono sia scapose (capolini solitari) che composte da alcuni capolini in gruppi simili a panicoli sciolti. I capolini sono formati da lunghi peduncoli con all'apice un involucro, con forme da elicoidali a sub-cilindriche o campanulate, composto da 22 - 40 brattee, al cui interno un ricettacolo fa da base ai fiori di due tipi: fiori del raggio e fiori del disco. Le brattee, con forme da lanceolate a lineari-lanceolate, con lamine da piatte a convesse, disuguali e a consistenza erbacea, sono disposte in modo più o meno embricato e scalato su 3 - 5 serie. Il ricettacolo, liscio, in genere è nudo ossia senza pagliette a protezione della base dei fiori; la forma è piatta. Dimensione degli involucri: 4 – 8 × 2 – 8 mm.
Fiori.  I fiori sono tetra-ciclici (formati cioè da 4 verticilli: calice – corolla – androceo – gineceo) e pentameri (calice e corolla formati da 5 elementi). Si distinguono in:
- fiori del raggio (esterni): da 5 a 30 per capolino, sono femminili e sono disposti su una sola serie; la forma è ligulata (zigomorfa);
- fiori del disco (centrali): sono più numerosi (da 6 a 100) con forme brevemente tubulose (attinomorfe); sono ermafroditi.

- Formula fiorale:

*/x K {\displaystyle \infty }, [C (5), A (5)], G 2 (infero), achenio
- Calice: i sepali del calice sono ridotti ad una coroncina di squame.

- Corolla: 
  - fiori del raggio: la forma della corolla alla base è più o meno tubulosa-imbutiforme, mentre all'apice è ligulata; la ligula è ampia e può terminare con alcuni denti o essere contorta; il colore è giallo;
  - fiori del disco: la forma è brevemente tubulare bruscamente divaricata in 5 lobi; i lobi, eretti, hanno una forma triangolare; il colore è giallo.

- Androceo: l'androceo è formato da 5 stami sorretti da filamenti generalmente liberi; gli stami sono connati e formano un manicotto circondante lo stilo; le teche (produttrici del polline) alla base sono troncate e sono lievemente auricolate (molto raramente sono speronate o hanno una coda); le appendici apicali delle antere hanno delle forme piatte e lanceolate; il tessuto endoteciale (rivestimento interno dell'antera) è quasi sempre polarizzato (con due superfici distinte: una verso l'esterno e una verso l'interno). Il polline è sferico con un diametro medio di circa 25 micron;  è tricolporato (con tre aperture sia di tipo a fessura che tipo isodiametrica o poro) ed è echinato (con punte sporgenti).[10][12]

- Gineceo: l'ovario è infero uniloculare formato da 2 carpelli.[6] Lo stilo (il recettore del polline) è profondamente bifido (con due stigmi divergenti) e con le linee stigmatiche marginali separate.[13] I due bracci dello stilo hanno una forma lineare-triangolare e possono essere papillosi o ricoperti da ciuffi di peli.

Frutti. I frutti sono degli acheni con pappo; in alcune specie è presente un certo dimorfismo (gli acheni dei fiori del raggio differiscono dagli acheni dei fiori del disco);
- achenio: gli acheni hanno una forma allungata-affusolata, a volte leggermente compressa o angolate con 6 - 14 nervature longitudinali; la superficie è sericea o strigosa;
- pappo: il pappo è persistente ed è formato da 30 - 35 setole rigide, colorate di rosso-bruno, su una sola serie.

## Biologia
Impollinazione: l'impollinazione avviene tramite insetti (impollinazione entomogama tramite farfalle diurne e notturne).

Riproduzione: la fecondazione avviene fondamentalmente tramite l'impollinazione dei fiori (vedi sopra).

Dispersione: i semi (gli acheni) cadendo a terra sono successivamente dispersi soprattutto da insetti tipo formiche (disseminazione mirmecoria). In questo tipo di piante avviene anche un altro tipo di dispersione: zoocoria. Infatti gli uncini delle brattee dell'involucro (se presenti) si agganciano ai peli degli animali di passaggio disperdendo così anche su lunghe distanze i semi della pianta. Inoltre per merito del pappo il vento può trasportare i semi anche a distanza di alcuni chilometri (disseminazione anemocora).

## Distribuzione e habitat
Le specie di questo genere sono distribuite in America del Nord (Stati Uniti sud-orientali) e Messico (settentrionale).

## Sistematica
La famiglia di appartenenza di questa voce (Asteraceae o Compositae, nomen conservandum) probabilmente originaria del Sud America, è la più numerosa del mondo vegetale, comprende oltre 23.000 specie distribuite su 1.535 generi, oppure 22.750 specie e 1.530 generi secondo altre fonti (una delle checklist più aggiornata elenca fino a 1.679 generi). La famiglia attualmente (2021) è divisa in 16 sottofamiglie; la sottofamiglia Asteroideae è una di queste e rappresenta l'evoluzione più recente di tutta la famiglia.

### Filogenesi
La tribù Astereae (una delle 21 tribù della sottofamiglia Asteroideae) comprende circa 40 sottotribù. In base alle ultime ricerche nella tribù sono stati individuati (provvisoriamente) 5 principali lignaggi:
- Basal grade: include alcuni generi isolati, il gruppo "South American-Oceania",  alcune sottotribù africane e il gruppo dei generi legnosi del Madagascar.
- Bellis lineage: comprende le sottotribù eurasiatiche e una sottotribù africana.
- Aster lineage: include i generi asiatici di Asterinae e i principali gruppi dell'Australia e dell'Oceania.
- Baccharis lineage: include alcuni gruppi sudamericani.
- North American lineage: include la vasta gamma di sottotribù del Nordamerica, Messico e alcuni gruppi distribuiti nel Sudamerica.

Il genere  Croptilon (insieme alla sottotribù Chrysopsidinae) è incluso nel lignaggio "North American lineage".
I caratteri distintivi del genere sono:
- le radici sono fittoni annuali o brevemente perenni;
- le foglie presentano delle minute ma evidenti lacune (cavità aerifere) sulla faccia abassiale;
- il pappo è disposto su una sola serie;
- il numero cromosomico è ridotto da n = 9.

Il numero cromosomico delle specie di questo genere è: 2n = 8, 10, 14 e 12.

### Elenco delle specie
Questo genere ha 3 specie:
- Croptilon divaricatum (Nutt.) Raf.
- Croptilon hookerianum  (Torr. & A.Gray) House
- Croptilon rigidifolium  (E.B.Sm.) E.B.Sm.

### Sinonimi
Sono elencati alcuni sinonimi per questa entità:
- Isopappus Torr. & A.Gray